# هيرمان ويت
هيرمان ويت (بالهولندية: Herman Witte)‏ هو مهندس وسياسي هولندي، ولد في 18 أغسطس 1909 في هارلينجن في هولندا، وتوفي في 30 مايو 1973 بسبب سرطان. حزبياً، نشط في الحزب الكاثوليكي الشعبي.

## مناصب
- انتخب عمدة هولندي  [لغات أخرى]‏ آيندهوفن (5 أبريل 1967 – 30 مايو 1973).
- انتخب عمدة هولندي  [لغات أخرى]‏ آيندهوفن (16 أكتوبر 1959 – 22 نوفمبر 1966).
- انتخب عمدة هولندي  [لغات أخرى]‏ Bergen op Zoom  [لغات أخرى]‏ (1 مايو 1946 – 1 سبتمبر 1952).
- انتخب عضو مجلس نواب هولندا  [لغات أخرى]‏ (20 مارس 1959 – 16 أكتوبر 1959).
- انتخب Minister of Transport, Public Works and Water Management ‏.